# Herschdorf
Herschdorf é uma vila e antigo município da Alemanha localizado no distrito de Ilm-Kreis, estado da Turíngia.  Pertencia ao Verwaltungsgemeinschaft de Langer Berg. Atualmente, forma parte do município de Großbreitenbach.